# Neosivasella
Neosivasella es un género de foraminífero bentónico de la subfamilia Orbitoidinae, de la familia Orbitoididae, de la superfamilia Orbitoidoidea, del suborden Rotaliina y del orden Rotaliida. Su especie tipo es Neosivasella sungurlui. Su rango cronoestratigráfico abarca el Thanetiense (Paleoceno superior).

## Clasificación
Neosivasella incluye a la siguiente especie:
- Neosivasella sungurlui †